# منتخب صربيا لكأس فيد
منتخب صربيا لكأس فيد (بالصربية: Женска тениска репрезентација Србије)‏ هو ممثل صربيا الرسمي في كرة المضرب في كأس فيد.